# Nationale Straßen-Radsportmeister 2015
Die ersten Nationalen Straßen-Radsportmeisterschaften 2015 werden im Januar in Australien und Neuseeland ausgetragen. In den meisten anderen Nationen hingegen finden die jeweiligen Austragungen Ende Juni statt.
| Nation                  | Trikot | Straßenrennen – Männer        | Einzelzeitfahren – Männer | Straßenrennen – Frauen   | Einzelzeitfahren – Frauen |
| ----------------------- | ------ | ----------------------------- | ------------------------- | ------------------------ | ------------------------- |
| Albanien                |        | Redi Halilaj                  | Eugert Zhupa              |                          |                           |
| Algerien                |        | Abderrahmane Mansouri         | Abdelkader Belmokhtar     | Aicha Tihar              | Aicha Tihar               |
| Antigua und Barbuda     |        |                               | Robert Marsh              |                          | Linsey Duffy              |
| Argentinien             |        | Daniel Juárez                 | Alejandro Durán           | Julia Sánchez            | Valeria Müller            |
| Aruba                   |        | Gino Hodge                    | Jean Junor                | Cherley van der Linden   | Cherley van der Linden    |
| Aserbaidschan           |        | Maxym Awerin                  | Maxym Awerin              | Olena Pawluchina         | Olena Pawluchina          |
| Australien              |        | Heinrich Haussler             | Richie Porte              | Peta Mullens             | Shara Gillow              |
| Äthiopien               |        | Tsgabu Grmay                  | Tsgabu Grmay              |                          | Eyerusalem Kelil          |
| Bahamas                 |        | Jay Major                     | Liam Holowesko            |                          |                           |
| Belgien                 |        | Preben Van Hecke              | Jurgen Van Den Broeck     | Jolien D’hoore           | Ann-Sofie Duyck           |
| Bermuda                 |        | Dominique Mayho               | Shannon Lawrence          | Zoenique Williams        | Zoenique Williams         |
| Bolivien                |        | Óscar Soliz                   | Óscar Soliz               | Daniela Ortuño           | Karen Salazar             |
| Bosnien und Herzegowina |        | Aleksa Crncevic               |                           |                          |                           |
| Brasilien               |        | Everson Camilo                | Magno Prado               |                          |                           |
| Bulgarien               |        | Nikolaj Michajlow             | Nikolaj Michajlow         |                          |                           |
| Chile                   |        | José Luis Rodríguez           | Wolfgang Burmann          | Denisse Ahumada          | Daniela Guajardo          |
| Costa Rica              |        | Bryan Villolobos              | Josué González            | Marcela Rubiano          | Katherine Herrera         |
| Curaçao                 |        | Saied Jafer Alali             | Saied Jafer Alali         | Najla Aljuraiwi          | Najla Aljuraiwi           |
| Dänemark                |        | Chris Anker Sørensen          | Christopher Juul          | Amalie Dideriksen        | Rikke Lønne               |
| Deutschland             |        | Emanuel Buchmann              | Tony Martin               | Trixi Worrack            | Mieke Kröger              |
| Dominikanische Republik |        | Norlandis Taveras             |                           | Juana Fernandez          |                           |
| Eritrea                 |        | Natnael Berhane               | Daniel Teklehaimanot      |                          | Mossana Debesay           |
| Estland                 |        | Gert Jõeäär                   | Gert Jõeäär               | Liisa Ehrberg            | Liisi Rist                |
| Finnland                |        | Samuel Pökälä                 | Samuel Pökälä             | Lotta Lepistö            | Lotta Lepistö             |
| Frankreich              |        | Steven Tronet                 | Jérôme Coppel             | Pauline Ferrand-Prévot   | Audrey Cordon             |
| Georgien                |        | Giorgi Nareklishvili          | Giorgi Nareklishvili      |                          |                           |
| Griechenland            |        | Polychronis Tzortzakis        | Ioannis Tamouridis        | Argyro Milaki            | Varvara Fasoi             |
| Großbritannien          |        | Peter Kennaugh                | Alex Dowsett              | Elizabeth Armitstead     | Hayley Simmonds           |
| Guatemala               |        |                               | Manuel Rodas Ochoa        | Jazmín Soto              | Andrea Guillén            |
| Hongkong                |        | Siu Wai Ko                    |                           | Zhao Juan Meng           | Yao Pang                  |
| Iran                    |        | Behnam Maleki                 | Hossein Askari            | Reyhaneh Khatouni        | Reyhaneh Khatouni         |
| Irland                  |        | Damien Shaw                   | Ryan Mullen               | Lydia Boylan             | Siobhan Horgan            |
| Israel                  |        | Yoav Bar                      | Guy Sagiv                 | Rotem Gafinovitz         | Paz Bash                  |
| Italien                 |        | Vincenzo Nibali               | Adriano Malori            | Elena Cecchini           |                           |
| Jamaika                 |        | Oneil Samuels                 | Peter Thompson            |                          |                           |
| Japan                   |        | Kazushige Kuboki              | Ryutaro Nakamura          | Mayuko Hagiwara          | Eri Yonamine              |
| Kanada                  |        | Guillaume Boivin              | Hugo Houle                | Joëlle Numainville       | Karol-Ann Canuel          |
| Kasachstan              |        | Oleg Zemlyakow                | Alexei Luzenko            | Natalya Saifutdinowa     |                           |
| Kolumbien               |        | Robinson Chalapud             | Rigoberto Urán            |                          |                           |
| Kroatien                |        | Emanuel Kišerlovski           | Matija Kvasina            |                          |                           |
| Kuba                    |        | José Mojica                   | José Mojica               | Arlenis Sierra Cañadilla | Arlenis Sierra Cañadilla  |
| Kuwait                  |        | Salman Hasan Alsaffar         |                           | Najla Aljuraiwi          |                           |
| Lettland                |        | Aleksejs Saramotins           | Gatis Smukulis            | Lija Laizane             | Lija Laizane              |
| Libanon                 |        |                               | Elias Abou Rachid         |                          |                           |
| Litauen                 |        | Aidis Kruopis                 | Ramūnas Navardauskas      |                          | Aušrinė Trebaitė          |
| Luxemburg               |        | Bob Jungels                   | Bob Jungels               | Christine Majerus        | Christine Majerus         |
| Malaysia                |        | Nur Amirul Fakhruddin Marzuki |                           | Nurul Suhada Zainal      |                           |
| Marokko                 |        | Soufiane Haddi                | Soufiane Haddi            | Nadia Skoukdi            | Mounia Benaji             |
| Mexiko                  |        | Ignacio Prado                 | Flavio de Luna            | Erika Haydee Varela      | Ingrid Drexel             |
| Montenegro              |        | Goran Cerovic                 |                           |                          |                           |
| Namibia                 |        | Dan Craven                    | Gerhard Mans              | Vera Adrian              | Vera Adrian               |
| Neuseeland              |        | Joseph Cooper                 | Michael Vink              | Linda Villumsen          | Jaime Nielsen             |
| Niederlande             |        | Niki Terpstra                 | Wilco Kelderman           | Lucinda Brand            | Anna van der Breggen      |
| Norwegen                |        | Edvald Boasson Hagen          | Edvald Boasson Hagen      |                          |                           |
| Österreich              |        | Marco Haller                  | Georg Preidler            | Martina Ritter           | Martina Ritter            |
| Panama                  |        |                               | Yelko Gómez               |                          |                           |
| Polen                   |        | Tomasz Marczyński             | Marcin Białobłocki        | Małgorzata Jasińska      | Eugenia Bujak             |
| Puerto Rico             |        | Edgardo Richiez Mato          | Juan Martínez             | Solymar Rivera           | Nilmarie González         |
| Portugal                |        | Rui Costa                     | Nélson Oliveira           | Daniela Reis             | Daniela Reis              |
| Ruanda                  |        |                               | Valens Ndayisenga         |                          |                           |
| Rumänien                |        | Serghei Țvetkov               | Serghei Țvetkov           |                          |                           |
| Russland                |        | Juri Trofimow                 | Artjom Owetschkin         |                          | Tatjana Antoschina        |
| Schweden                |        | Alexander Gingsjö             | Gustav Larsson            | Emma Johansson           | Emma Johansson            |
| Schweiz                 |        | Danilo Wyss                   | Silvan Dillier            | Jolanda Neff             | Doris Schweizer           |
| Serbien                 |        | Ivan Stević                   | Gabor Kasa                |                          | Maja Markovic             |
| Spanien                 |        | Alejandro Valverde            | Jonathan Castroviejo      | Anna Sanchis             | Anna Sanchis              |
| Slowakei                |        | Peter Sagan                   | Peter Sagan               | Alžbeta Pavlendová       | Tereza Medveďová          |
| Slowenien               |        | Luka Pibernik                 | Jan Tratnik               | Polona Batagelj          |                           |
| Südafrika               |        | Jacques Janse van Rensburg    | Daryl Impey               | Ashleigh Moolman         | Ashleigh Moolman          |
| Südkorea                |        | Park Sang-hong                | Jang Gyung-gu             | Eun Gu-sung              | Ju Mi Lee                 |
| Swasiland               |        | Joseph Waring                 |                           | Linda Löffler            |                           |
| Syrien                  |        | Qaser Nazer                   | Qaser Nazer               | Roba Helane              | Roba Helane               |
| Chinesisch Taipeh       |        | Chun Kai Feng                 | Chun Kai Feng             |                          |                           |
| Togo                    |        | Abdou Raouf Akanga            |                           |                          |                           |
| Trinidad und Tobago     |        | Gevan Samuel                  | Akil Campbell             | Christine Farah          | Christine Farah           |
| Tschechien              |        | Petr Vakoč                    | Jan Bárta                 | Martina Sáblíková        |                           |
| Tunesien                |        | Rafaâ Chtioui                 | Rafaâ Chtioui             | Nour Dissem              | Nour Dissem               |
| Türkei                  |        | Ahmet Akdilek                 | Ahmet Örken               | Esra Kurkcu              |                           |
| Ukraine                 |        | Mychajlo Kononenko            | Serhij Lahkuti            |                          | Hanna Solowej             |
| Ungarn                  |        | Istvan Molnár                 | Krisztián Lovassy         |                          | Veronika Kormos           |
| Uruguay                 |        | Geovane Fernández             | Néstor Pías               |                          |                           |
| Usbekistan              |        | Ruslan Karimov                | Muradjan Halmutarow       |                          |                           |
| Venezuela               |        | Juan Murillo                  | Yonder Godoy              | Yennifer Cesar           | Yennifer Cesar            |
| Vereinigte Staaten      |        | Matthew Busche                | Andrew Talansky           | Megan Guarnier           | Kristin Armstrong         |
| Belarus                 |        | Andrei Krasilnikau            | Wassil Kiryjenka          | Alena Amjaljussik        | Alena Amjaljussik         |
| Zypern                  |        | Kostantinos Thymides          | Andreas Miltiadis         | Karmen Macheriotou       | Karmen Macheriotou        |

1. ↑  Bei fettgedruckten Nationen gibt es direkte Links zu den entsprechenden nationalen Straßen-Radmeisterschaften.